# Randy Harrison
Randolph Clarke "Randy" Harrison (Nashua, Nuevo Hampshire, 2 de noviembre de 1977) es un actor estadounidense conocido sobre todo por su papel de Justin Taylor en la serie de televisión Queer as Folk.

## Biografía
Harrison nació en Nuevo Hampshire, pero se trasladó a Alpharetta, Georgia, junto a su familia cuando tenía 11 años. Él acudía a la academia Pace, una conservadora escuela privada en Atlanta.
Graduado de la academia Pace en 1995. Comienza su carrera con "Queer as Folk," una serie que narra las aventuras y amores de un grupo de jóvenes gais y lesbianas. Su padre es un oficial ejecutivo con una larga carrera, y su único hermano es encargado de un banco. 
Es un joven actor veterano que ha actuado desde los 7 años de edad. Ha recibido un título en teatro musical (2000) del colegio conservador de música de la Universidad de Cincinnati, donde debutó en Hello Again, Shopping and Fucking, y Children of Eden. Debutó en teatro en la Pace Academy de Atlanta. Mientras en Pace, estudió interpretación con George Mengert y voz con Valerie Kennedy.
Harrison debutó en televisión como  el joven Justin Taylor, en la serie de Queer as Folk estadounidense.

## Vida personal
Harrison, quien es abiertamente gay, mantuvo una relación con el columnista Simon Dumenco (2002-2008), los dos se conocieron cuando Dumenco entrevistó a Harrison para un artículo de la revista "New York".
Desde diciembre del 2009, Harrison vive en Williamsburg, Brooklyn con sus gatas Ella y Aggie.

## Filmografía

### Televisión
- Queer as Folk (version USA) (2000-2005) como Justin Taylor.
- Bang Bang You're Dead (2002) como Sean.
- Mr. Robot (2015) como Harry.

### Teatro
- Hola otra vez
- Comprando y follando
- Niños del Eden
- Violeta
- 1776
- West Side Story
- The Real Inspector Hound
- A Cheever Evening
- Deviant (2002)
- Wicked (2004), como Boq.
- Equus (2005), como Alan Strang.
- Un sueño Nocturno a mitad de Verano (2006) como Lysander/Thisbe/Cobweb.
- Amadeus (2006) como Wolfgang Amadeus Mozart.
- An Oak Tree (2006) como el padre.
- A Letter From Ethel Kennedy
- The Glass Menagerie (2007) como el joven Tom.
- One Flew Over the Cuckoo's Nest (2007) como Billy Bibbit.
- Mrs. Warren's Profession (2007) como Frank Gardner.
- Edward the Second (2007/2008) como el joven Spencer.
- Antony and Cleopatra (April/May 2008) como Eros.
- Waiting for Godot (Verano 2008) en Berkshire Theatre Festival.
- Cabaret (2016) como Emcee